# Ildebrando Tabarroni
Ildebrando Tabarroni (Bologna, 21 ottobre 1881 – Bologna, 1958) è stato un ingegnere civile e imprenditore italiano.

## Biografia
Ildebrando Tabarroni nacque in una famiglia da due generazioni legata all'edilizia. Il nonno Cesare aveva fondato un'impresa edile nella quale lavoravano i quattro figli, capimastri muratori. Il padre, Pio, ebbe due figli, Ildebrando e Astorre, che negli anni che precedettero il Primo Conflitto Mondiale diedero di nuovo vita all'azienda avviando una collaborazione che durò tutta la vita: Ildebrando curava gli aspetti tecnici e progettuali, Astorre quelli amministrativi.
Nel 1905, a 25 anni, si laurea in Ingegneria Civile e fino al 1911 è assistente alla cattedra di Statica Grafica del prof. Gorrieri e alla Cattedra di Ponti e Costruzioni Idrauliche del prof. Canevazzi.
Dal 1907 Tabarroni progetta e realizza numerosi villini a Bologna, a est fuori porta Mazzini e Santo Stefano, e a ovest, fra porta Saragozza e San Felice.
A partire dal 1909, Tabarroni si dedica principalmente alla libera professione, in gran parte collegata all'impresa edile di famiglia. Nel 1909 effettua i lavori di trasformazione di un oratorio in abitazione per conto del notaio Aristide Baravelli che lo mette in contatto con la Società Anonima Cooperativa per la Costruzione e il Risanamento di Case per gli Operai, che gli fornirà decine di incarichi fino allo scoppio del Secondo Conflitto. 
Appartengono al primo periodo di attività numerosi edifici di edilizia residenziale di tipo borghese a Bologna, città in espansione anche a seguito del Piano di ampliamento del 1889.
Nel primo decennio di attività Tabarroni partecipa anche, con ottimi risultati, a numerosi concorsi nazionali di progettazione, e vince nel 1911 il primo premio al Concorso Nazionale per le Case operaie del Comitato del Congresso delle case operaie di Roma, che rimane un traguardo importante nella sua futura carriera di progettista di questa tipologia edilizia.
Nel 1915 vince, insieme all'ingegnere Giulio Marcovigi, il concorso per il nuovo ospedale di Parma. Durante la Grande Guerra è arruolato nel Genio, dove si dedica alla progettazione di ospedali. 
Al termine della guerra ricostruisce, insieme al fratello Astorre, la Nuova Impresa Fratelli Tabarroni. Nel 1927 all'Impresa vengono affidati i lavori per parte del nuovo ospedale Pizzardi. Tabarroni partecipa poi spesso a concorsi per ospedali, attività che lo impegnerà fino alla fine della carriera. In quell'anno Tabarroni viene nominato Delegato Podestarile di Bologna all'Edilizia e Arte e anche presidente dell'Istituto Autonomo Case Popolari. 
(Luca Guardigli)
Intorno al 1932 ottiene i suoi due incarichi pubblici più importanti: la Casa Rionale (Casa del fascio) Gian Carlo Nannini in Bolognina, di fronte alla chiesa del Sacro Cuore  e la Colonia Bolognese di Rimini, quest'ultima pubblicizzata come la più grande d'Europa. Realizza la chiesa della Coronella a Galliera e Chiesa di S. Giacomo a Monzuno.
Nel 1932 Tabarroni progetta - e la sua impresa costruisce -  il cinema-teatro Manzoni, nel centro di Bologna, un edificio tecnologicamente avanzato sia per la copertura apribile della sala a comando idraulico, sia per l'impiantistica, sia per la struttura in acciaio e muratura.
Intorno al 1934 il linguaggio architettonico di Tabarroni si depura dagli apparati stilistici e abbraccia il razionalismo. Nel 1938 riceve un premio al concorso nazionale per il nuovo piano regolatore della città di Bologna e sul finire degli anni Trenta la sua attività si concentra principalmente fuori città.
(Luca Guardigli)
Il suo archivio è conservato presso la facoltà di ingegneria a Bologna.